# Colin Monk
Colin Monk (* 29. September 1967 in Lewisham (London)) ist ein englischer Dartspieler. 1996 gewann er das Winmau World Masters. Sein Spitzname lautet Mad Monk.

## Karriere
Monk machte 1996 erstmals auf sich aufmerksam, als er überraschend das prestigeträchtige World Masters gewann. Hierbei besiegte er Richie Burnett mit 3:1 im Finale. Bei der BDO-Weltmeisterschaft konnte er in der Folge zwei Mal bis ins Halbfinale vorstoßen, 1998 und 2000. Hier verlor er jeweils gegen Raymond van Barneveld und Mervyn King. Zudem war Monk einer der Akteure einer Partie im Lakeside Country Club, die oft als eines der besten Spiele bei diesem Turnier bezeichnet wird. Zur Entscheidung seiner Begegnung mit Tony O’Shea brauchte es, beim Stand von 2:2 in den Sätzen und 5:5 in den Legs, letztlich ein Entscheidungsleg. Monk setzte sich schlussendlich mit einem Average von 97,08 Punkten durch.
Noch als BDO-Spieler teilnehmend gelang ihm 2003 der Einzug in das Viertelfinale der ersten UK Open. Dabei bezwang er den amtierenden PDC-Weltmeister John Part. Beim World Matchplay 2004 war Monk indes komplett überfordert. Seinem Kontrahenten John Part gelang die Revanche. Monk verlor 0:10 und spielte unter 60 Punkte im Schnitt. Nachdem sich Monk 2004 für den Wechsel zur Professional Darts Corporation (PDC) entschieden hatte, zeigte er sich ohnehin bei den Major-Turnieren oft in schwacher Form. So schied er etwa bei allen vier Teilnahmen an einer PDC-Weltmeisterschaft in der ersten Runde aus. Dabei gelang ihm kein einziger Satzgewinn.
Bei den UK Open 2009 gelang Monk ein Nine dart-finish. Als Spieler aus den Top 101 der PDC Order of Merit erhielt er 2011 eine Tourkarte. Nach einem Jahr verlor er diese jedoch wieder und konnte sie sich nie zurückholen.
Seit 2022 nimmt er an Turnieren der World Seniors Darts Tour (WSDT) teil.

## Leben
Monk ist der Vater von Arron Monk, der ebenfalls an PDC-Turnieren teilnimmt.

## Weltmeisterschaftsresultate

### BDO
- 1994: Achtelfinale (1:3-Niederlage  Steve McCollum) (Sätze)
- 1995: Viertelfinale (2:3-Niederlage  Raymond van Barneveld)
- 1996: Viertelfinale (1:4-Niederlage  Andy Fordham)
- 1997: Achtelfinale (1:3-Niederlage  Paul Williams)
- 1998: Halbfinale (3:5-Niederlage  Raymond van Barneveld)
- 1999: Viertelfinale (3:5-Niederlage  Andy Fordham)
- 2000: Viertelfinale (4:5-Niederlage  Ronnie Baxter)
- 2001: 1. Runde (2:3-Niederlage  Marko Pusa)
- 2002: Halbfinale (1:5-Niederlage  Mervyn King)
- 2003: Viertelfinale (0:5-Niederlage  Mervyn King)
- 2004: 1. Runde (2:3-Niederlage  Ted Hankey)

### PDC
- 2006: 1. Runde (0:3-Niederlage  Andy Smith)
- 2007: 1. Runde (0:3-Niederlage  Per Laursen)
- 2008: 1. Runde (0:3-Niederlage  Denis Ovens)
- 2010: 1. Runde (0:3-Niederlage  Phil Taylor)

## Titel

### BDO/WDF

#### Major
BDO World Master: 1996

#### Sonstige
Sieger der Denmark Open: 1995
Sieger der German Open: 1996
Sieger der Norway Open: 1996
Sieger der British Open: 1998

### Sonstige
Sieger der British Professionals: 1994, 1995, 1996, 1997, 1998
Sieger der Hamphire Open: 2003, 2008, 2009